# Benajarafe
Benajarafe es una población situada sobre la costa del municipio de Vélez-Málaga, España, en pleno corazón de la Axarquía, una comarca que se encuentra en la Costa del Sol Oriental, en la provincia de Málaga. Está situada a 12 kilómetros de la ciudad de Vélez-Málaga y a 20 kilómetros de la capital provincial. Disfruta de uno de los mejores climas de Europa, con veranos de pleno sol y un mar calmo que imita la tranquilidad del pueblo. Está comunicada a través de la Autovía del Mediterráneo (E-15), en dirección Málaga a Almería.

## Geografía
Benajarafe se divide en dos partes diferenciadas, Benajarafe Alto y Benajarafe Costa. El primero es el sector principal de la población. Principalmente está compuesta por una gran cantidad de casas de campo, dispersas desde lo alto hasta bajar al mar. La gente que lo habita es principalmente agricultora, y como aún está en pleno proceso de urbanización, la mayoría de ellos vive en calles sin asfalto y hasta en ciertos sectores, se encuentran cercados por arroyos que se engrandecen en épocas de lluvia.
En los últimos años se han construido una cantidad importante de urbanizaciones, sobre todo sobre la costa, y en el año 2005 se finalizó gran parte de la obra que dio lugar a un paseo marítimo digno de una ciudad turística.
Lo más importante para el turismo de este pueblo es sin duda la inmensa playa que le da su largo de casi 2 kilómetros. La carretera Nacional 340 separa la playa de la población, dejándole paso a una gran cantidad de tráfico que se traslada preferentemente entre Málaga y Vélez-Málaga, aunque la creación de la autovía unos kilómetros más adentro ha aliviado a sus habitantes del agobio que eso significa.
Actualmente numerosos extranjeros, principalmente franceses, alemanes e ingleses, visitan el pueblo y muchos lo eligen como lugar para comprar una casa en la que puedan pasar el verano.

### Benajarafe Alto
El centro de Benajarafe Alto es la ermita de Nuestra Señora del Rosario, hasta donde llega todos los octubres la romería que conduce a su titular desde la iglesia situada en Benajarafe Costa a lomos de bueyes. Esta iglesia fue restaurada entre los años 1996 y 1999 por la asociación de vecinos, ayudados por la Tenencia de Alcaldía
Esta zona de Benajarafe esta articulada principalmente por una carretera asfaltada que parte de la desembocadura del arroyo Adelfas y sube hasta la Loma del niño perdido y de ahí se ramifican numerosos caminos de tierra que llevan a los hogares.

## Historia

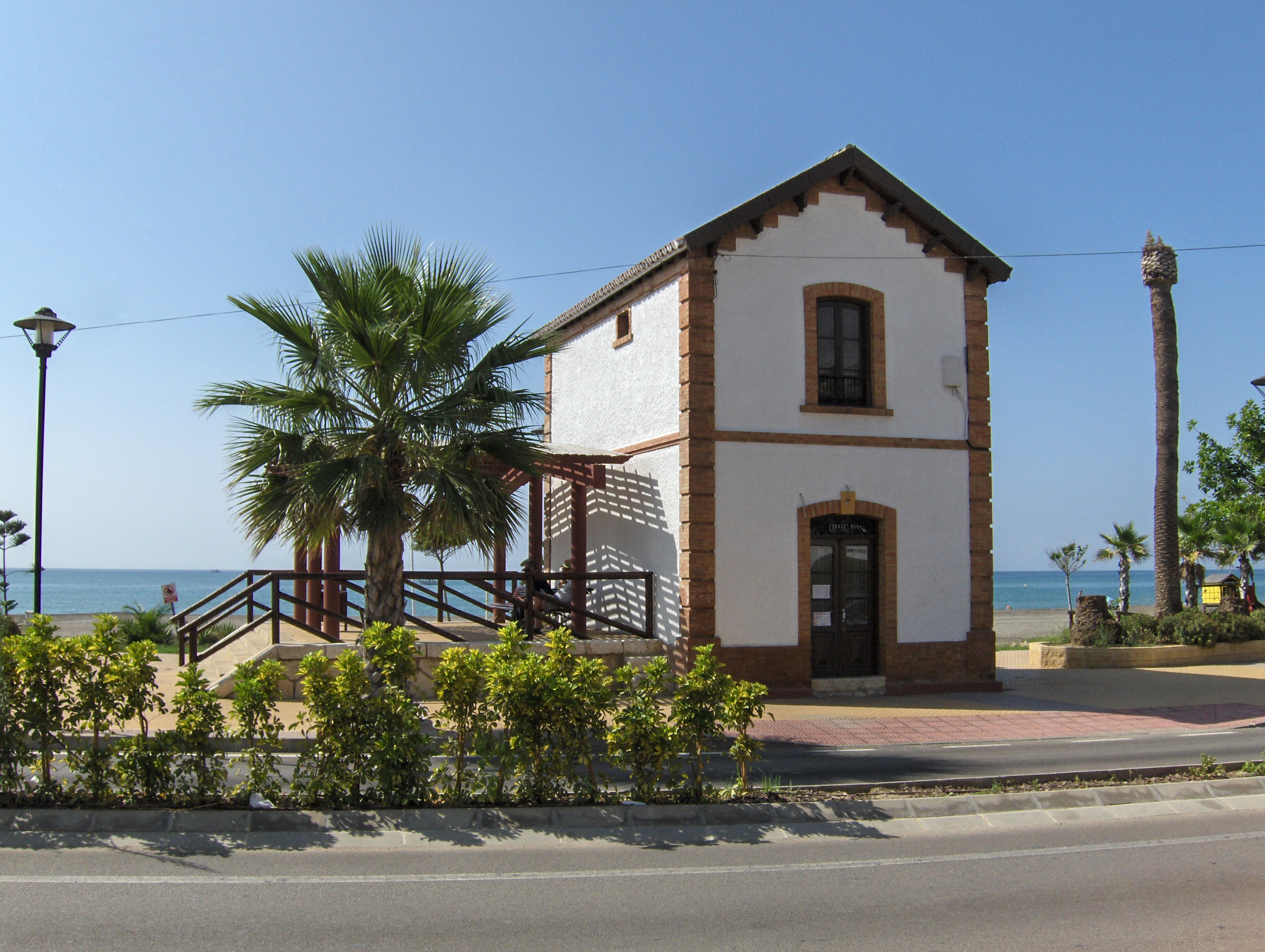
Antigua estación de tren de Benajarafe.

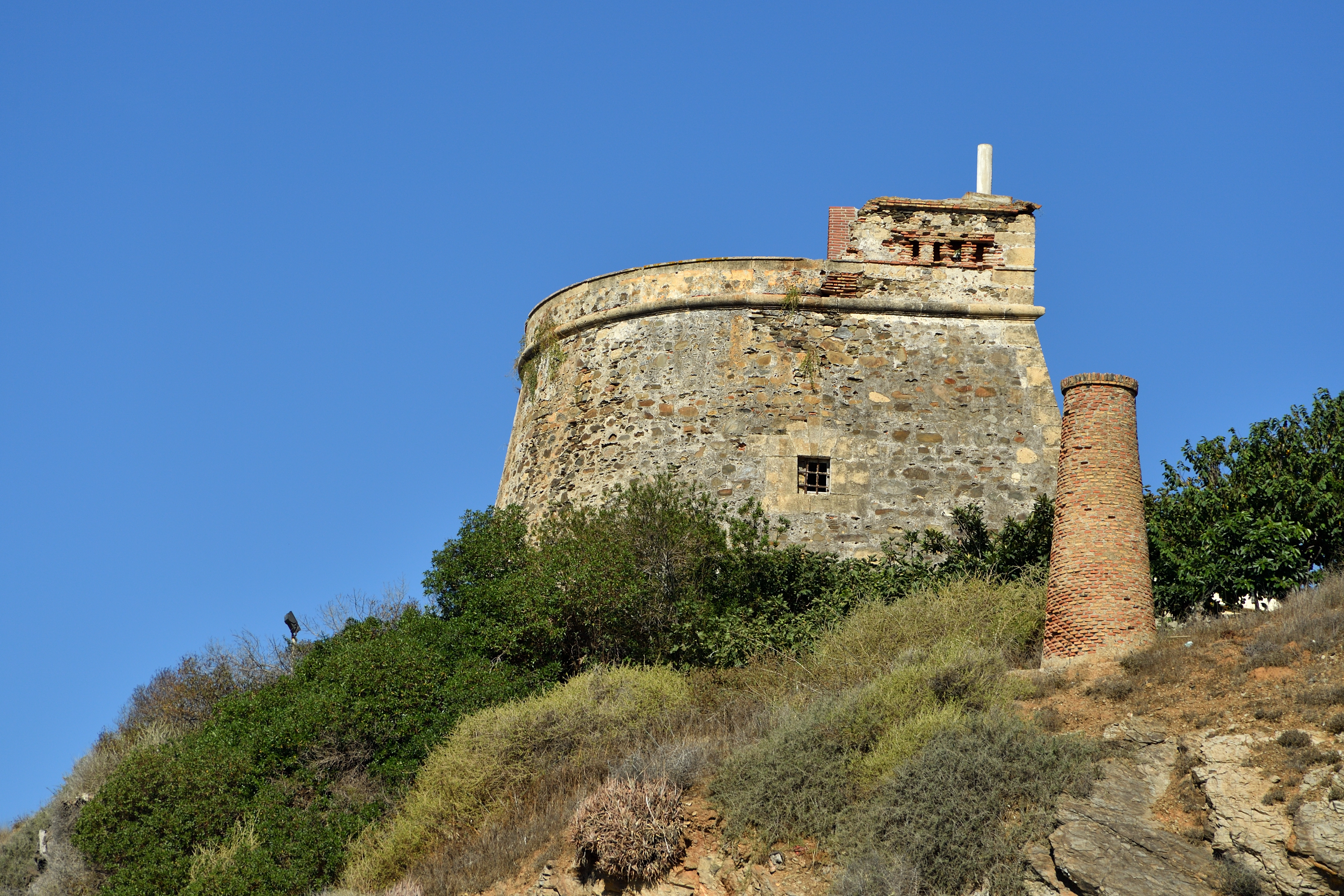
Torre Moya

Benajarafe es ocupada desde la era paleolítica. Muy cerca de este lugar, muchos historiadores sitúan la colonia griega de Mainake, cuyo emplazamiento exacto es buscado todavía, aunque los restos arqueológicos más llamativos han aparecido junto al río Vélez, entre la pedanía de Torre del Mar. y la de Almayate.
El nombre de esta localidad data de la época en que habitaban los musulmanes, aunque es un dato de por sí polémico para los lugareños. La más extendida interpretación viene del árabe Ben ash-Sharif (Hijo de la Altura). Otra versión refiere al término Bina' ash-Sharaf (بناء الشراف), que significa "casa (o, más literalmente, 'construcción') del otero". En 1483 tuvo lugar por estas tierras la última victoria musulmana en tierras andaluzas, la Batalla de la Axarquía.
En esta época fue construida una de las características más significativas de Benajarafe, la Torre Moya (torre gorda), la cual recibe el nombre por ser la mayor de toda la costa malagueña. El fin de esta torre era alertar a los pobladores de la llegada de los piratas que los asediaron durante siglos desde diferentes lugares. Para esto se hacían fogatas, utilizando humo de día y fuego de noche. Esta edificación da nombre al equipo de fútbol local.
Otra de las construcciones más importantes es la vieja estación del tren, que recorría desde Málaga a Ventas de Zafarraya, era movido por carbón en sus principios y por fuel más adelante. Fue uno de los principales artífices del desarrollo del pueblo, hasta que en la década del 60 se decidió desmantelar la línea. Este ferrocarril de vía estrecha hizo su último recorrido en 1968.

## Transporte público
Los autobuses interurbanos conectan Benajarafe con las localidades de Málaga, Vélez-Málaga, Nerja, Periana, Riogordo y Almayate. Las siguientes línease del Consorcio de Transporte Metropolitano del Área de Málaga tienen paradas en su territorio:
| Línea | Trayecto                                      | Recorrido y horarios | Plano |
| ----- | --------------------------------------------- | -------------------- | ----- |
| M-260 | Málaga-Vélez-Málaga (por Torre de Benagalbón) | Recorrido y horarios | Plano |
| M-362 | Málaga-Nerja (por Torre de Benagalbón)        | Recorrido y horarios | Plano |
| M-363 | Málaga-Torrox (por Torre de Benagalbón)       | Recorrido y horarios | Plano |
| M-364 | Málaga-Periana (por Torre de Benagalbón)      | Recorrido y horarios | Plano |
| M-365 | Málaga-Riogordo (por Torre de Benagalbón)     | Recorrido y horarios | Plano |

## Fiestas
Una de las principales fiestas del año es el Día de Andalucía, organizada por la Asociación de Vecinos. La primera actividad del día es el izado de la bandera. Se suelen servir comidas gratuitas y se realizan eventos recreativos como juegos, bailes, lecturas poéticas, etc.
En el mes de julio se celebra la fiesta local, el día de la Virgen del Carmen, la cual es también fiesta regional. Se lleva la imagen de la misma desde la iglesia hacia el mar, y por la noche, se realiza la feria.
En octubre tiene lugar la Romería de la Virgen del Rosario. Dos imágenes que simbolizan el carácter del pueblo, agricultor y marinero, son procesionadas desde la iglesia a su ermita. En esta fiesta es costumbre realizar una paella comunitaria, en la que se sirven platos gratuitos a todos los concurrentes.
Además de estas fiestas nombradas, en Benajarafe, cada año en agosto se realiza la "Feria" popular de este pueblo, esta consta de tres días en los que se da la fiesta de noche y de día. De viernes a domingo, así como, el viernes se realiza una gran verbena, y sábado y domingo suelen acudir al pueblo, cantantes famosos para acompañar la fiesta, la cual su duración se denomina "hasta que el cuerpo aguante". El último día, el domingo se realiza una traca final con la realización de juegos y pruebas para los niños del pueblo en las cuales al finalizarlas se hace una entrega de premios por las actividades y juegos realizados, al igual que el primer día de fieria (viernes) se elige a la reina y damas de honor de la feria, las cuales deben desfilar con la cinta en el cual aparece "Reina de la noche" o "1º Dama de honor" o "2ª Dama de honor". Con estas fiestas se incentiva la realización e incorporación de la gente del pueblo a estos días, creando una gran convivencia.